# Peggy Lipton
Peggy Lipton, nota anche con lo pseudonimo di Peggy Jones, pseudonimo di Margaret Ann Lipton (New York, 30 agosto 1946 – Los Angeles, 11 maggio 2019), è stata un'attrice statunitense.
È nota per aver interpretato i personaggi di Julie Barnes nella serie televisiva Mod Squad, i ragazzi di Greer (1968-1973) e di Norma Jennings nella serie televisiva I segreti di Twin Peaks (1989-1991) e nei suoi sequel.
Moglie del celebre musicista Quincy Jones, è la madre delle attrici Rashida e Kidada Jones.

## Biografia

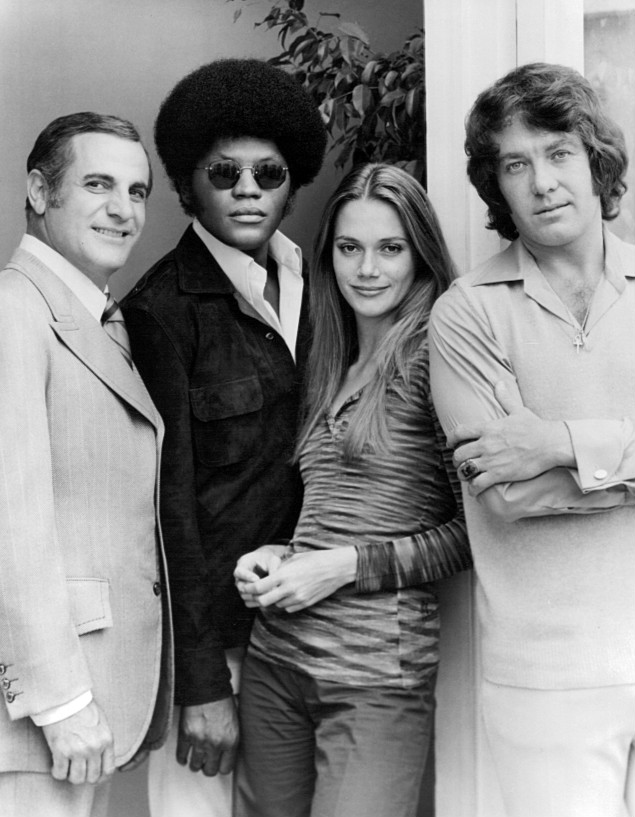
Peggy Lipton con il cast di Mod Squad, i ragazzi di Greer

Iniziata la carriera come modella, nel 1965 entra nel mondo della recitazione prendendo parte ad alcune celebri serie televisive, quali: Vita da strega, Mr. Novak, L'ora di Hitchcock e The John Forsythe Show.
Nel 1968 diviene nota al pubblico interpretando il ruolo di Julie Barnes nella serie televisiva "hippy-poliziesca" Mod Squad, i ragazzi di Greer (Mod Squad), prodotta da Aaron Spelling, che le vale, nel 1971, un Golden Globe come migliore attrice televisiva. Il cinema si accorge di lei nel 1968, grazie al western Due occhi di ghiaccio, mentre nel 1971 prende parte alla colonna sonora del film Anche gli uccelli uccidono.
Dal 1974, anno del suo matrimonio con il musicista Quincy Jones, fino al 1988, si ritira dalle scene per dedicarsi totalmente alla famiglia, con la sola eccezione del film per la televisione del 1979, che riunisce il cast di Mod Squad, Tre come allora (The Return of Mod Squad). Ritorna a dedicarsi alla carriera di attrice nel 1988, quando è presente con 4 titoli al cinema e in televisione: il film televisivo Addicted to His Love diretto da Arthur Allan Seidelman; Patto di guerra (War Party) diretto da Franc Roddam; Scappa, scappa... poi ti prendo! (I'm Gonna Git You Sucka) diretto da Keenen Ivory Wayans; Amico venuto dallo spazio (Purple People Eater) diretto da Linda Shayne. Nel 1989 è nel film Soggetti proibiti.
Nel 1990 David Lynch  e Mark Frost la scelgono per interpretare Norma Jennings ne I segreti di Twin Peaks (Twin Peaks), ruolo che le frutta una candidatura ai Soap Opera Digest Awards. Riprende il personaggio nel film prequel Fuoco cammina con me (Twin Peaks: Fire Walk with Me) e nella serie revival Twin Peaks.
Nel 1997 è nel film L'uomo del giorno dopo. Nel 2002 recita a teatro nell'opera The Vagina Monologue. Nel 2005 esce la sua autobiografia, intitolata Breathing Out. Nel 2010, dopo diversi anni di assenza, torna al cinema con La fontana dell'amore. Nel 2014 torna a vestire i panni di Norma Jennings in cinque episodi della serie televisiva sequel Twin Peaks - Il ritorno. Nel 2017 partecipa al film Qua la zampa!.
Da tempo malata di cancro, è morta a Los Angeles, l'11 maggio 2019.

## Vita privata
È stata sposata dal 1974 al 1990 con il trombettista e compositore Quincy Jones, dal quale ha avuto due figlie, Rashida e Kidada, entrambe attrici.

## Filmografia parziale

### Cinema
- Due occhi di ghiaccio (Blue), regia di Silvio Narizzano (1968)
- A Boy... a Girl, regia di John Derek (1969)
- Anche gli uccelli uccidono (Brewster McCloud), regia di Robert Altman (1970)
- Amico venuto dallo spazio (Purple People Eater), regia di Linda Shayne (1988)
- Patto di guerra (War Party), regia di Franc Roddam (1988)
- Scappa, scappa... poi ti prendo! (I'm Gonna Git You Sucka), regia di Keenen Ivory Wayans (1988)
- Soggetti proibiti (Kinjite: Forbidden Subjects), regia di J. Lee Thompson (1989)
- I segreti di Twin Peaks (Twin Peaks), regia di David Lynch - direct-to-video (1989) - Norma Jennings
- Seduzione omicida (Fatal Charm), regia di Fritz Kiersch (1990)
- Cambio d'identità (True Identity), regia di Charles Lane (1991)
- Fuoco cammina con me (Twin Peaks: Fire Walk with Me), regia di David Lynch (1992) - Norma Jennings
- Dangerous - The Short Films (1993) - videoclip
- L'uomo del giorno dopo (The Postman), regia di Kevin Costner (1997)
- The Intern, regia di Michael Lange (2000)
- Skipped Parts, regia di Tamra Davis (2000)
- Jackpot, regia di Michael Polish (2001)
- La fontana dell'amore (When in Rome), regia di Mark Steven Johnson (2010)
- Twin Peaks: The Missing Pieces, regia di David Lynch (2014) - Norma Jennings
- Qua la zampa! (A Dog's Purpose), regia di Lasse Hallström (2017)

### Televisione
- Mr. Novak – serie TV, episodio 2x29 (1965)
- Vita da strega (Bewitched) – serie TV, episodio 1x20 (1965)
- Il virginiano (The Virginian) – serie TV, episodio 4x26 (1966)
- Polvere di stelle (Bob Hope Presents the Chrysler Theatre) – serie TV, episodio 4x18 (1967)
- I sentieri del west (The Road West) – serie TV, episodio 1x29 (1967)
- Mod Squad, i ragazzi di Greer (The Mod Squad) – serie TV, 123 episodi (1968-1973)
- I viaggiatori delle tenebre (The Hitchhiker) – serie TV, episodio 6x11 (1990)
- I segreti di Twin Peaks (Twin Peaks) – serie TV, 30 episodi (1989-1991) - Norma Jennings
- Secrets – soap opera, episodi 1x01-1x02 (1992)
- Popular – serie TV, 4 episodi (2000)
- Alias – serie TV, episodi 3x17-3x18-3x19 (2004)
- Le regole dell'amore (Rules of Engagement) – serie TV, episodio 2x09 (2007)
- Crash – serie TV, 4 episodi (2009)
- Twin Peaks - Il ritorno – serie TV, 4 episodi (2017) - Norma Jennings
- Claws – serie TV, 1 episodio (2017)

## Teatro
- The Vagina Monologue (2002)

## Discografia

### Album in studio
- 1968 - Peggy Lipton

### Raccolte
- 2014 - The Complete Ode Recordings

### Singoli
- 1968 - Stoney End/San Francisco Glide
- 1968 - Wear Your Love Like Heaven/Honey Won't Let Me
- 1969 - Red Clay County Line/Just a Little Lovin' (Early in the Morning)
- 1969 - Lu/Let Me Pass By
- 1970 - Let Me Pass By/Hands Off the Man (Flim Flam Man)

## Libri
- (EN) Breathing Out, 2005.

## Riconoscimenti (parziale)
- Golden Globe
  - 1971 - Migliore attrice in una serie drammatica per Mod Squad, i ragazzi di Greer

## Doppiatrici italiane
Nelle versioni in italiano delle opere in cui ha recitato, Peggy Lipton è stata doppiata da: 
- Barbara Castracane in I segreti di Twin Peaks, Fuoco cammina con me, Twin Peaks
- Miranda Bonansea ne L'uomo del giorno dopo
- Angiola Baggi in Psych
- Alessandra Korompay in Qua la zampa!